# Brigade de poursuite
La Brigade de poursuite  (en polonais: Brygada Pościgowa) est une unité d'aviation de chasse polonaise ayant combattu pendant la campagne de Pologne.

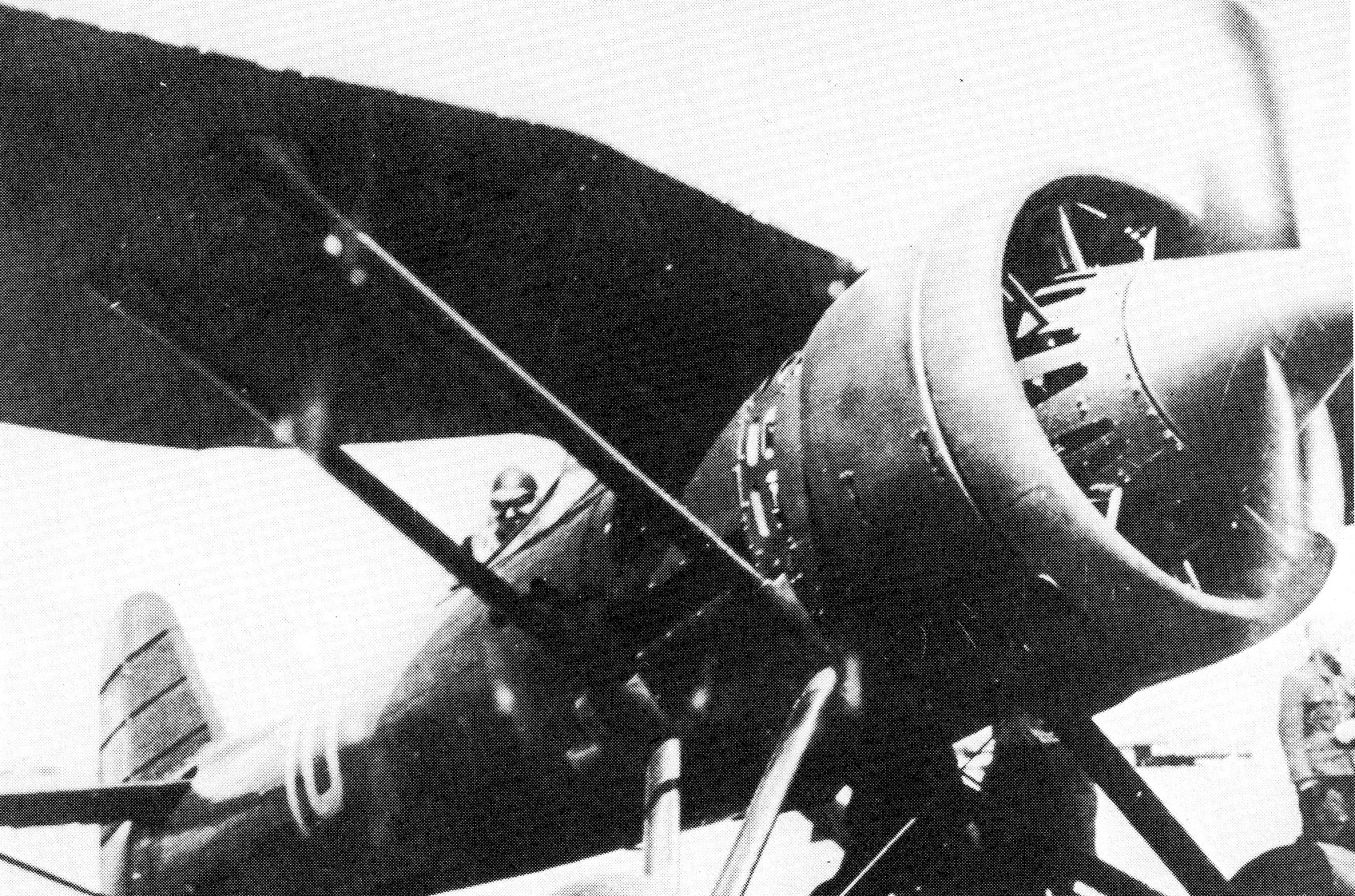
un PZL P.11c avant le décollage

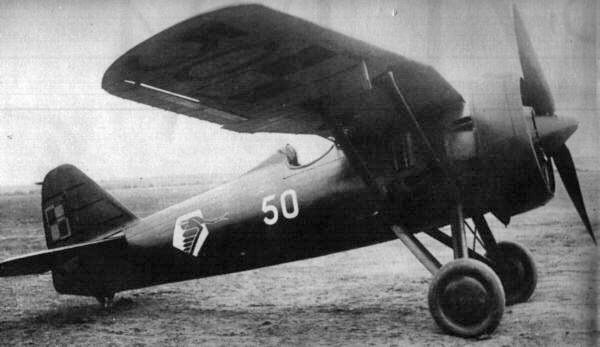
un PZL P.7

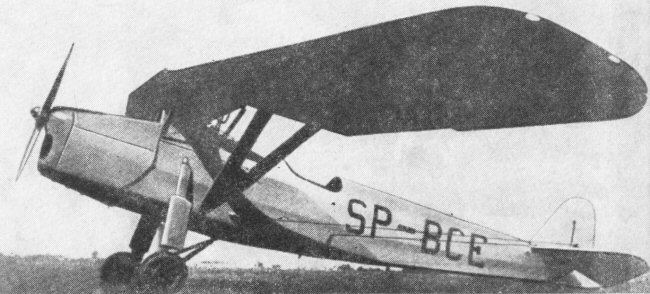
un RWD-8

## Histoire
La brigade a été formée en mai 1939 avec les quatre escadrilles de chasse de Varsovie (111e, 112e, 113e et 114e) sous le commandement du colonel Stefan Pawlikowski. La mission de l'unité est la défense de l'espace aérien de la capitale polonaise.
Le 31 août 1939, la 123e escadrille de Cracovie rejoint la brigade.
Dès le premier jour de la guerre, Varsovie devient la cible des bombardements. Le 1er septembre au matin, des bombardiers bimoteurs allemands partis de la province de Prusse-Orientale attaquent la ville. La brigade de poursuite contre-attaque avec l'ensemble de ces forces, les combats ont lieu à 7 heures environ, près de Nieporęt. Les Allemands ne parviennent pas à  percer la défense polonaise, larguent les bombes à la hâte dans des champs et prennent la fuite. Deux autres attaques s'ensuivent, à midi et à 16h30. Le premier jour des hostilités, la brigade abat 14 avions, en détruit 5 probablement et endommage 10, en même temps ses pertes sont de 15 pilotes (2 morts, 5 disparus et 8 blessés), et de 34 avions (10 détruits, 24 endommagés et incapables de reprendre l'air le lendemain).
La brigade défend Varsovie jusqu'au 7 septembre, le jour où elle perd sa capacité opérationnelle. Au total, elle aurait détruit 42 avions ennemis.

## Équipement
- P.7a
- P.11a
- P.11c
- RWD-8 (Avion de liaison)

## Bases
- 1-3 septembre: 
Zielonka (les escadrilles 111e et 112e)
Poniatów (les escadrilles 113e, 114e et 123e)
- 4-6 septembre: 
Zaborów (les escadrilles 111e et 112e)
Radzików (les escadrilles 113e, 114e et 123e)